# サン・ホアキン
サン・ホアキン (英: San Joaquin、発音: [ˌsæn hwɑːˈkiːn]) は、アメリカ合衆国のアムトラックがカリフォルニア州で運行する列車である。ベーカーズフィールド - ストックトン(サンホアキン通り駅) - オークランド (ジャック・ロンドン・スクエア)、あるいはベーカーズフィールド - ストックトン(ダウンタウン駅) - サクラメントを結ぶ。列車の名前は運転区間の大部分がサンホアキン・バレーに含まれることによる。
アムトラックで5番目に利用者の多い列車である。2013年度における1日あたりの利用者数は3,342人であった。

## 列車編成
基本的な列車編成はオークランド／サクラメント側から
- 機関車、コーチ・荷物車(合造車)、コーチ、カフェカー、キャブカー

あるいは
- 機関車、コーチ、コーチ、カフェカー、荷物・キャブカー(合造車)

である。繁忙期には5両または6両の客車で編成される場合もある。
従来はすべて2階建て客車で運行されていたが、利用客の増加に対する応急的な処置として、2013年から一部の列車で元ニュージャージー・トランジットの平屋の客車が使われている。2015年には新型2階建て客車が導入される予定である。
車両投入計画は変更され2020年以降にシーメンス製新型客車 シーメンス・ベンチャーに置き換えの予定である。
車両の詳細は「アムトラック・カリフォルニア#車両」を参照。

## カリフォルニア高速鉄道
計画中のカリフォルニア高速鉄道はサンホアキン・バレーの多くの部分でサン・ホアキンと同じ場所を走る。そこで第一期工事区間として選ばれたフレズノ - ベーカーズフィールド間の新線を2030年の完成後はサン・ホアキンに使用させることが検討されている。貨物列車と共用の線路上では79mph（126km/h）の速度制限があるのに対して新線では最高速度125mph（200km/h）での運転が可能になり、その場合同区間の所要時間が45分から1時間程度短縮されると見積もられている。

## 連絡バス
ベーカーズフィールドから南にはユニオン・パシフィック鉄道の線路がテハチャピ峠を経由してパームデールに通じているが、その区間は単線部分が多い上にBNSF鉄道の列車も通るため線路容量の限界に達しており、ユニオン・パシフィック鉄道は旅客列車の通過を許可していない。そのためベーカーズフィールドからロサンゼルス、サンディエゴへの旅客輸送は連絡バスアムトラック・スルーウェイによっている。ただし、連絡バスはロサンゼルス方面へほぼ真っ直ぐ向かう州間高速道路5号線を通るため、テハチャピ峠経由より道のりはかなり短い。